# Artur Bianchini

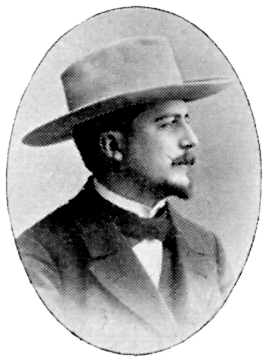
Artur Bianchini.

August Teodor Artur Bianchini, född 18 oktober 1869 i Stockholm, död där 16 februari 1955, var en svensk konstnär.
Bianchini studerade vid Académie Julien i Paris 1889–1890 och för Richard Bergh i Stockholm 1891, och på Teneriffa 1895. Han var en landskapsmålare med stark kolorit. Han hämtade mestadels sina motiv från Stockholmstrakten och främst skärgården. Bianchini var särskilt tilltalad av ensliga och storvulna motiv. Han var i början av 1900-talet medlem av De Frie.
Bianchini var gift med miniatyrmålaren Lisa Wadström (1867–1943) och var far till stadsbibliotekarien Bianca Bianchini (1905–1984). Han finns representerad vid bland annat Nationalmuseum och Moderna museet i Stockholm.